# Allometopon pulcher
Allometopon pulcher är en tvåvingeart som beskrevs av Mitsuhiro Sasakawa 1993. Allometopon pulcher ingår i släktet Allometopon och familjen träflugor. Inga underarter finns listade i Catalogue of Life.